# 李原立
李原立（1603年—17世紀），字邃頤，陝西西安府高陵縣郭下里人，明朝、南明政治人物。

## 生平
天啓七年（1627年）丁卯科陝西鄉試第三十六名舉人，崇禎七年（1634年）甲戌科進士。吏部觀政，授汜水縣知縣，該處正當要衝，民疲差繁而賦重，八年（1635年）流寇臨城，縣民凋殘，他招集流亡、勸民耕桑、興辦學校，縣略有起色，同年秋天流寇再次入侵，他親自上陣，冒箭擊殺賊首，斬獲甚眾，獲得不少物資，後來雖然賊人屢次攻城，汜水城守禦日益鞏固，因此得以保全。
崇禎九年（1636年）調輝縣知縣，汜水軍民數千人請求他留任，十一年（1638年）調武清縣知縣，十三年（1640年）陞戶部河南司主事，十四年（1641年）陞戶部陝西司郎中，同年出為鎮江府知府，因父母去世丁憂歸里，遇上李自成作亂，自此不再復出。

## 引用
1. 1 2  錢海岳《南明史·卷三十五·列傳第十一》：（弘光時南直疆吏）李原立，字邃頤，高陵人。崇禎七年進士。授汜水知縣。拒馬守應全城。歷輝縣、武清，戶部主事，鎮江知府，歸隱。
2. ↑  光緒《高陵縣續志·卷六·科貢間傳》：進士 明……（崇禎）甲戌科二人 李原立 字邃頤，郭下里人，官鎮江知府，見人物……舉人 明……（天啟）丁卯科二人……李原立 見進士
3. ↑  《崇祯七年甲戌科进士履历便览》：李原立，曾祖甲；祖自新，赈饥义官；父博，增生。邃頤，诗二房，癸卯年八月二十九日生，西安府高陵人，丁卯乡试三十六名，会二百九名，三甲一百三十六名，吏部观政，乙亥授河南汜水知县，丙子调辉县，己卯调繁武清县，庚辰升户部浙江司主事，管安仁草场，辛巳升陕西司郎中，升镇江知府。
4. ↑  光緒《高陵縣續志·卷五·人物傳》：李原立，字邃頤，縣郭下里人，以進士任汜水縣知縣，路衝民疲、差繁賦重；崇禎八年流寇薄城，邑民凋殘，原立加意培養，略有起色，是年秋流寇回回復突至，原立躬擐甲胄，親冒矢石擊死賊首，斬獲甚眾，並獲輜重無算。賊遁去後賊屢至，守禦益固無可乘，城獲以全；其他招流亡、勸耕桑、興學校，善政甚多，尋調輝縣，軍民攀留者數千人，後陞鎮江知府，丁憂歸值闖亂，遂不復出。